# Pô
Pô este un oraș din provincia Nahouri, Burkina Faso.